# Daman (Afghanistan)
Pour les articles homonymes, voir Daman.
Daman est le centre administratif du district de Daman dans la province de Kandahâr en Afghanistan.

## Crédit d'auteurs
- (en) Cet article est partiellement ou en totalité issu de l’article de Wikipédia en anglais intitulé « Daman, Afghanistan » (voir la liste des auteurs).